# Morti nel 1142
| Questa pagina contiene informazioni ricavate automaticamente dalle voci biografiche con l'ausilio del template Bio e di un bot. L'aggiornamento è periodico e automatico e ricostruisce completamente la pagina. Se manca una persona in questa lista, sei pregato di non aggiungerla, ma accertati piuttosto che la sua voce biografica contenga il template Bio e che i dati anagrafici siano correttamente compilati. Se il template Bio manca, inseriscilo tu stesso o, in alternativa, metti l'avviso {{tmp\|Bio}} che ne segnala la mancanza. Se i dati riportati sono sbagliati, correggi direttamente la voce biografica; le modifiche saranno visibili in questa lista entro pochi giorni. Per chiarimenti vedi il progetto biografie. La lista contiene solo le 20 persone che sono citate nell'enciclopedia e per le quali è stato implementato correttamente il template Bio. Pagina aggiornata al 10 feb 2025. |

- 4 gennaio - Clemenza d'Aquitania, nobildonna francese
- 16 gennaio - Eilika di Sassonia, nobile tedesca
- 27 gennaio - Yue Fei, patriota e militare cinese (n. 1103)
- 13 febbraio - Fujiwara no Mototoshi, poeta giapponese (n. 1060)
- 21 aprile - Pietro Abelardo, filosofo, teologo e insegnante franco (n. 1079)
- 13 giugno - Goffredo II di Lovanio, nobile francese
- 25 giugno - Guglielmo da Vercelli, abate, religioso e santo italiano (n. 1085)
- 27 giugno - Ghigo IV d'Albon, nobile francese
- 27 luglio - Bertoldo di Garsten, abate e santo tedesco (n. 1060)
- 2 agosto - Alessio Comneno, nobile bizantino (n. 1106)
- 8 agosto - Oddone IV, vescovo cattolico italiano
- 10 novembre - Gottifredo degli Alberti, vescovo cattolico italiano
- Arberto, vescovo cattolico italiano
- Andronico Comneno, bizantino
- Elimar II di Oldenburg, conte tedesco (n. 1070)
- Guglielmo I di Bures, cavaliere medievale francese
- Mainardo I di Gorizia, conte (n. 1102)
- Nicola di Černihiv, monaco cristiano e santo ucraino
- Rodolfo di Domfront, patriarca cattolico francese
- Orderico Vitale, monaco cristiano e storico inglese (n. 1075)